# Zakopower
Zakopower — польская музыкальная группа, созданная в 2004 году скрипачом и певцом Себастьяном Карпель-Булецка. Композиции группы сочетают элементы современной музыки с польским фольклором. Некоторая часть песен исполняется на подгальском говоре. Основной автор музыки, продюсер и аранжировщик — Матеуш Поспешальский.
С 2005 по 2015 годы группа Zakopower записала 4 студийных альбома, изданных звукозаписывающей компанией Kayax. Из них три по итогам продаж в Польше получили золотой диск и один, альбом Boso, стал трижды платиновым.
Название Zakopower происходит от наименования польского города Закопане.

## История

### Music Hal
Во второй половине 1990-х — начале 2000-х годов до создания группы Zakopower её будущие участники периодически выступали на сцене и записывались с другими исполнителями. Они принимали участие в записях Войцеха Ваглевского, певицы Kayah, братьев Поспешальских и других польских музыкантов. В частности, в 1999 году Бартоломей Кудасик, Юзеф Хыц, Себастьян Карпель-Булецка и Войцех Топа были приглашены для записи совместного альбома Горана Бреговича и Kayah Kayah i Bregović, а в 2000 году — для записи альбома братьев Поспешальских и других исполнителей Kolęda dobrych ludzi woli (Бартоломей Кудасик, Юзеф Хыц, Себастьян Карпель-Булецка и Войцех Топа представлены на этом альбоме как «Капелла Себастьяна Карпель-Булецка»). Во время концертных выступлений будущие участники Zakopower исполняли в основном народную музыку жителей Подгалья. В числе прочих коллектив выступил на фестивалях в Живце, Новы-Тарге, Казимеже и других городах, где был неоднократно отмечен наградами и призами.

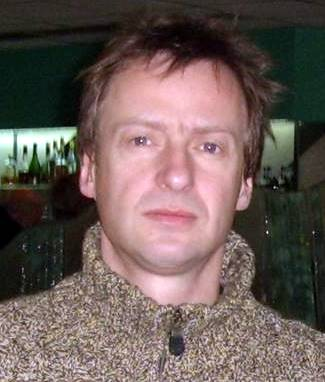
Основной автор музыки Zakopower Поспешальский, Матеуш (2007)

Фактическим временем создания Zakopower можно считать 2004 год, когда группа подписала контракт на выпуск первого альбома с компанией Kayax. Примерно в этот период впервые появилось настоящее название музыкального коллектива, связанное с наименованием подгальского города Закопане. Помимо лидера Zakopower Себастьяна Карпель-Булецка (вокал, скрипка) группа объединила в своём первом составе таких музыкантов, как Бартоломей (Бартек) Кудасик (вокал, альт), Войцех Топа (вокал, скрипка), Юзеф (Юзек) Хыц (вокал, подгальские басы), Пётр (Фалько) Рыхлец (клавишные инструменты), Лукаш Москаль (вокал, перкуссия) и Михал Тромбски (бас-гитара). Поворотным моментом в творчестве группы Zakopower стало сотрудничество с продюсером и композитором Матеушем Поспешальским. Он предложил участникам группы свои музыкальные идеи, в которых народные мелодии подгальских гуралей были объединены с элементами современной рок- и поп-музыки. Эти идеи были реализованы в создании первого диска Zakopower, во время записи которого наряду с традиционными инструментами, которые присущи для польского фольклора (скрипки, альты, волынки, басы), участники группы использовали электрическую бас-гитару и электронные клавишные инструменты.
Дебютный альбом Music Hal был выпущен в первой половине 2005 года. Тексты песен этого альбома, как и всех последующих, были написаны Себастьяном Карпель-Булецка, Бартоломеем Кудасиком и другими участниками группы на подгальском говоре (часть песен написана также на польском литературном языке). Музыку и аранжировки к большинству песен диска написал Матеуш Поспешальский. Помимо него музыку к ряду песен сочинили также приглашённые авторы — Лидия Поспешальская, Карим Мартусевич, Ян Поспешальский и Марцин Поспешальский. Дебют Zakopower на польской музыкальной сцене был отмечен многими критиками как сравнительно успешный. В польском чарте альбом Music Hal достиг 7 позиции, а по итогам продаж он получил золотой диск. В значительной степени успеху способствовал главный хит альбома — песня «Kiebyś ty…», выпущенная в формате сингла (видеоклип к этой песне был снят режиссёром Анной Малишевской). Достаточно быстро группа Zakopower из малоизвестного ансамбля превратилась в один из самых популярных музыкальных коллективов Польши.
Исконный чистый гуральский фольклор всё ещё часто можно услышать в Подгалье, например, на похоронах, в костёле, в закусочных. При смешении его с другими стилями получается музыка, которую можно назвать фолком. Это своего рода авторская переработка. Мы играем несколько иначе — исполняем композиции, руководствуясь другими принципами и методами, нередко поём на диалекте, стараемся сохранить в песнях гуральский дух и стиль исполнения.  
В 2005 году группа Zakopower участвовала в XLII Национальном фестивале польской песни в Ополе, на котором стала лауреатом премии жюри в номинации «Премьеры» за песню «Kiebyś ty…». В этом же году участники Zakopower стали победителями музыкального фестиваля TOPtrendy в Сопоте. По итогам 2005 года группа была номинирована на национальную премию «Фридерик» в шести категориях. На награды в двух категориях претендовала сама группа, в ещё двух категориях — альбом Music Hal, в одной — песня «Kiebyś ty…», в ещё одной — продюсеры альбома Матеуш Поспешальский и Пётр Рыхлец. Также группа Zakopower номинировалась от Польши на премию MTV Europe Music Awards 2005.
После издания первого альбома коллектив Zakopower приступил к активной концертной деятельности, в среднем число выступлений группы с момента её основания стало достигать до сотни концертов за год.

### Na siedem
Второй альбом Na siedem был выпущен в двух версиях. Сначала, 20 октября 2007 года, была издана промо-версия как бесплатное приложение к газете Polska The Times (с 10 треками). Позднее, 30 ноября 2007 года, вышло полное издание альбома, содержащее четыре новых композиции, включая две кавер-версии — на песню «Gyöngyhajú lány» группы Omega и на песню «W dzikie wino zaplątani» Марека Грехуты.

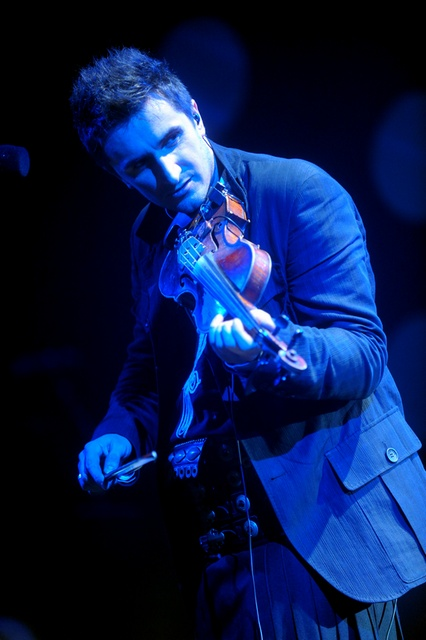
Основатель Zakopower Карпель-Булецка, Себастьян (2008)

По мнению музыкальных критиков, в сравнении с первым альбомом в музыке Na siedem стало чуть меньше гуральских народных мелодий и чуть больше стало обращений к жанру world music. Шире стали использоваться в новой работе мотивы рока, панка, регги и джаза.
В записи альбома приняли участие несколько приглашённых авторов и исполнителей. В их числе британский скрипач Найджел Кеннеди, сыгравший в 4 песнях альбома на электроскрипке, сенегальский вокалист Мамаду Диуф, спевший в композиции «W dzikie wino zaplątani», Карим Мартусевич, сыгравший на пиле в песне «Nie bo nie», и Марцин Поспешальский, записавший в большинстве треков партии бас-гитары. В записи участвовали также бэк-вокалистки Богуслава Кудасик и Станислава Требуня-Сташель. Продюсером и автором музыки вновь стал Матеуш Поспешальский. В ряде треков он записал партии клавишных, а также сыграл на пищалке, баритон-саксофоне и синтетическом басу. В число новых инструментов, используемых группой, вошли подгальская волынка и словацкая фуяра, на которых сыграл Себастьян Карпель-Булецка, а также дарабука, на которой сыграл Лукаш Москаль. Тексты помогли написать лидер группы Raz, Dwa, Trzy Адам Новак, певица Kayah и Рафал Брындаль.
Na siedem, как и первый альбом Music Hal, получил положительные отзывы музыкальных критиков и стал к 3 марта 2010 года по итогам продаж золотым, всего было продано более 600 тысяч экземпляров диска. В 2008 году альбом был удостоен премии «Фридерик» в категории «Лучший альбом — этно/фолк». В этом же году группа Zakopower была номинирована на премию Superjedynki как «Лучшая группа». Кроме того, выступив с песней «Bóg wie gdzie» на XLV Национальном фестивале польской песни в Ополе, группа завоевала в номинации «Премьеры» специальную премию жюри и премию Кароля Мусёла или «Суперпремьеру».
С альбома Na siedem был выпущен сингл «Galop» (видеоклип к этой песне был снят режиссёром Яцеком Косцюшко).

### Koncertowo
В конце 2008 года группа Zakopower записала одно из своих концертных выступлений и выпустила его в апреле 2009 года на DVD. Эта видеозапись получила название Koncertowo. Изданием концертного видео музыканты группы подвели итог очередному гастрольному сезону, который составил более сотни концертов. Помимо сценического выступления в DVD-диск были включены видеоклипы группы и «making of» (съёмки подготовки концерта и съёмки после его окончания), а также видеоклипы других исполнителей, продвигаемых лейблом Kayax, в числе которых группы Kapela ze Wsi Warszawa, Bisquit, Benzyna, Mosqitoo, Loco Star и June. Как и предыдущие диски Zakopower, DVD Koncertowo разошёлся на музыкальном рынке Польши большим тиражом — к 13 января 2010 года он стал золотым.
В концерте, организованном телекомпанией TVP, приняли участие несколько приглашённых исполнителей — Антоний Граляк, сыгравший на тубе, Хуан Мануэль Албан Хуарес, сыгравший на ударных, вокалисты Омнирис Касусо Толедо с Кубы и Мома Рики Луманиша из Конго, а также давно выступающие с группой вокалистки Богуслава Кудасик и Станислава Требуня-Сташель. Кроме того, на сцену вышли продюсер и композитор Матеуш Поспешальский со своим сыном Мареком, оба сыграли на саксофонах, а Марек Поспешальский занимался на этом выступлении ещё и скретч-эффектами.
К 2009 году группа Zakopower выступила на множестве концертных площадок, география её выступлений постоянно расширялась. Музыканты Zakopower гастролировали не только в Польше, но и за рубежом. С 2005 по 2009 годы, а также и в дальнейшем, они выступали с концертами в Чехии (Острава), Индии (Мумбаи), Марокко, Венгрии (концерт на фестивале Сигет и концерт в зале A38 в Будапеште), Италии, Германии (Рудольштадт, Кёльн, Берлин, Оберхаузен), Хорватии (Загреб), Бельгии, Литве (Вильнюс), Беларуси (Минск, Гродно), на Украине (Винница), в России (Санкт-Петербург), США (Чикаго, Нью-Йорк, Нью-Джерси), Канаде (Торонто), Великобритании и в других странах. В 2010 году группа Zakopower выступила помимо прочего в лондонском концертном зале Queen Elizabeth Hall (вместе с британским скрипачом Найджелом Кеннеди), а также на Всемирной выставке EXPO 2010 в Шанхае, где коллектив представил польскую культуру по предложению Института Адама Мицкевича.

### Boso

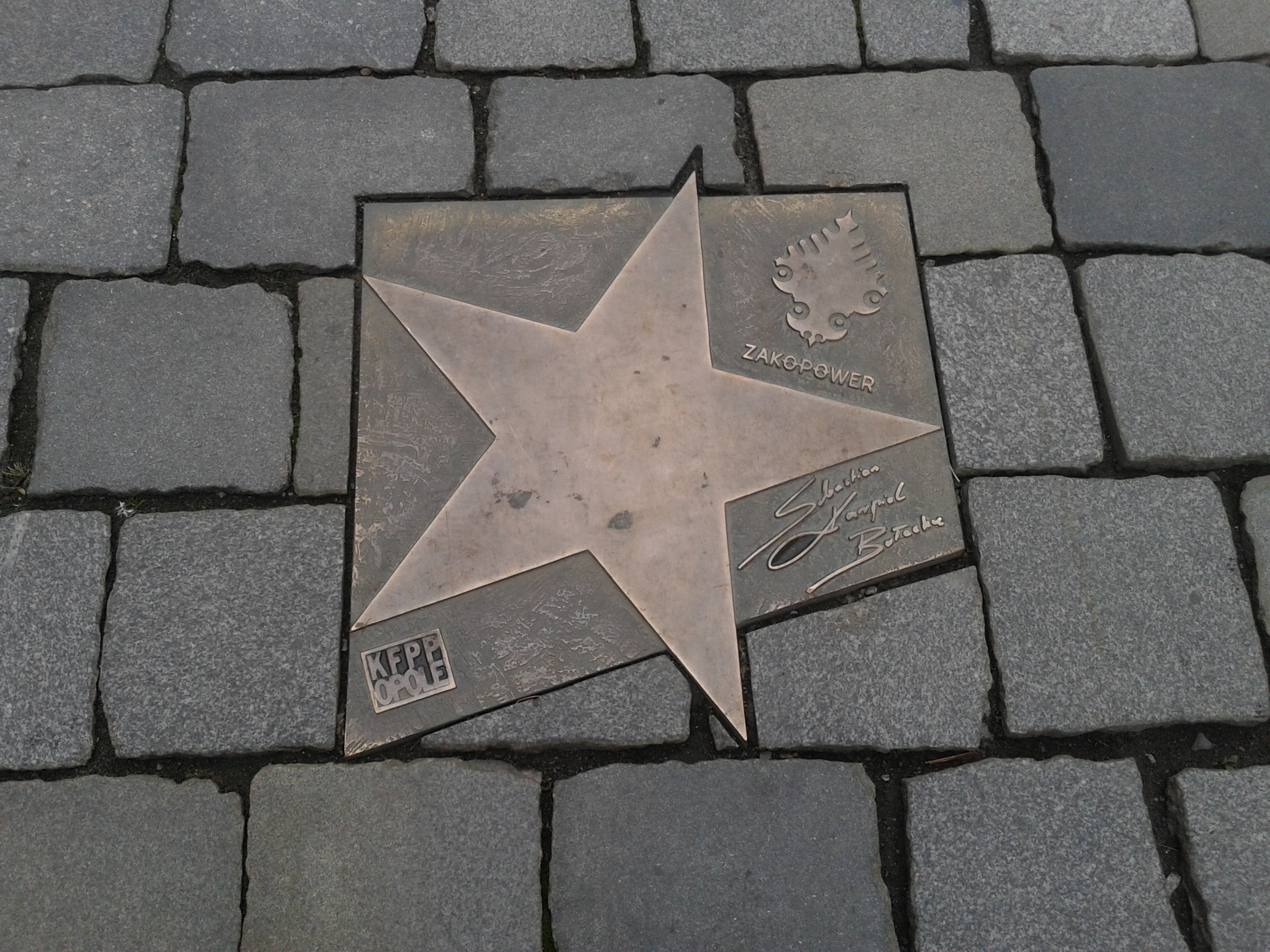
Звезда Zakopower на Аллея звёзд фестиваля польской песни в Ополе

В 2011 году, спустя 4 года после издания предыдущего студийного альбома, вышел новый альбом группы Zakopower Boso. Он был записан в студии звукозаписи Studio Radioaktywni, расположенной в Бляховне — в пригородных районах Ченстоховы. По числу изданных экземпляров Boso стал самым продаваемым альбомом группы. По итогам продаж в Польше к 20 февраля 2013 года диск стал трижды платиновым. Крупнейшая польская розничная сеть Empik признала Boso лучшим по продажам польским музыкальным альбом 2011 года. В польском чарте альбом поднялся на 1 место, чего не удавалось предыдущим дискам группы, и периодически находился на этой позиции в течение 6 недель.
Как сам альбом, так и заглавная песня с него, изданная в формате сингла, завоевали самые престижные награды польской музыкальной индустрии. В 2012 году группа Zakopower получила 3 награды «Фридерик»: альбом Boso стал «Лучшим альбомом года в жанре этно/фолк», песня «Boso» получила награду «Лучшая песня года», а сам коллектив Zakopower был признан «Лучшей группой года».
Кроме этого, музыканты Zakopower были удостоены наград Superjedynki: песня «Boso» получила награду «Суперхит года», Себастьян Карпель-Булецка стал «Суперартистом года», а альбом Boso был одним из претендентов на премию «Суперальбом года». Выступив в июне 2011 года на XLVIII Национальном фестивале польской песни в Ополе с песней «Boso», группа Zakopower получила в номинации «Премьеры» премию Кароля Мусёла. Кроме этого, в 2012 году группа Zakopower номинировалась на премию Eska Music Awards 2012 в категории «Лучшая группа года».
Песня «Boso», ставшая в 2011 году одним из самых популярных хитов в Польше, возглавила польский чарт AirPlay – Top, а также чарты многих польских музыкальных радиостанций. Для продвижения песни «Boso» было снято видео режиссёрами Доминикой Подчаской-Тхужевской и Бартеком Буком. Помимо самой группы Zakopower их самую популярную песню исполняли также и другие артисты, например, в таких телевизионных шоу, как Bitwa na głosy (в исполнении команды рэпера Мезо), The Voice of Poland (в исполнении Александры Низио) и Twoja twarz brzmi znajomo (в исполнении Магды Стечковской).
Наряду с синглом «Boso» с нового альбома были выпущены также синглы «Bóg wie gdzie» (в 2011 году), «Tak że tak» и «Poduszki» (в 2012 году). В отличие от первого сингла три последующих в коммерческом плане значительного успеха не имели.
По мнению музыкальных обозревателей, саунд группы Zakopower на новом альбоме всё так же базировался на подгальской народной музыке, но при этом стал включать ещё больше элементов рока. По-прежнему в музыке группы слышно влияние самых разных жанров и стилей, в числе которых джаз, регги, ска и поп-музыка. По словам участников Zakopower, одной из главных задач при записи нового альбома была попытка воспроизведения в студии энергетики, спонтанности и импровизации, присущей концертным выступлениям подгальского коллектива, и в некоторой степени эта задача музыкантами была выполнена.
Продолжая ежегодные концертные туры, группа Zakopower выступила в сентябре 2011 года в концертном зале Ancienne Belgique в Брюсселе. В июне 2012 года подгальский коллектив сыграл на фестивале Eurocultured в Манчестере. Этот концерт стал частью небольшого турне по британским городам — группа Zakopower выступила также в концертных залах и клубах в Глазго, Эдинбурге, Бирмингеме, Лондоне, Бристоле и Борнмуте. В 2013 году группа дала концерты в Пекине, Ланьчжоу и других городах Китая. В столице Китая группа стала участником трёх музыкальных фестивалей — Meet in Beijing, Strawberry Music Festival и Music Waves Festival.

### Kolędowo
Народные рождественские песни в Подгалье исполняются по сей день. Для нас это вполне естественно. Раньше мы играли их в квартете, в том самом составе, который спустя 15 лет стал основой группы Zakopower, мы играли тогда народную музыку. 

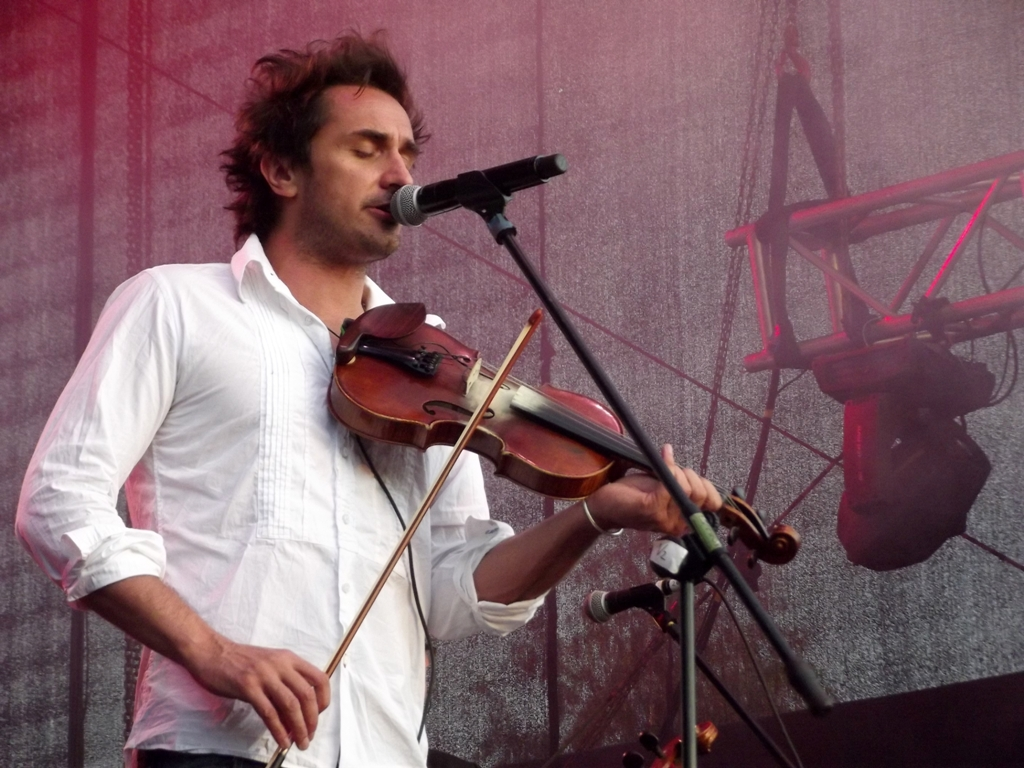
Солист и скрипач Себастьян
Карпель-Булецка (фестиваль Энергии в окрестностях Явожно, 2013)

В 2011 году перед рождественскими праздниками группа Zakopower выступила в подгальском селе Косьцелиско, расположенном близ города Закопане. Группа дала концерт в костёле Святого королевича Казимира. Организатором концерта стала польская телекомпания TVN24, постановку и съёмку осуществил режиссёр Мачей Старчевский. Музыканты группы Zakopower сыграли широко известные в Польше рождественские песни (коляды) в собственной аранжировке, а также некоторые гуральские пасторали. На концерте к коллективу Zakopower присоединились Матеуш Поспешальский, сыгравший на саксофонах, кларнете, флейте и санце, его сын Марек Поспешальский, сыгравший на саксофонах и бас-кларнете, Антоний Граляк, сыгравший на трубе и тенор-саксофоне, Томас Санчес, сыгравший на ударных, а также брат солиста группы Ян Карпель-Булецка, дополнивший струнный квартет игрой на скрипке, и женская вокальная группа, включившая певиц Богуславу Кудасик, Катажину Стасяк и Александру Табишевскую.
Концерт Kolędowo был выпущен 20 декабря 2011 года на CD ограниченным тиражом как приложение к изданию Gazeta Wyborcza.
В следующем, 2012 году, Себастьян Карпель-Булецка принял участие в похожем концерте — вместе с оперной певицей Александрой Кужак он исполнил традиционные рождественские песни, которые были выпущены на альбоме Hej, kolęda!. Ещё через год музыканты Zakopower решили вернуться к записям своего рождественского концерта и переиздать Kolędowo. На новом полноценном издании, вышедшем 26 ноября 2013 года, к 10 уже известным трекам были добавлены 4 бонус-трека, а также видеозапись с 15 песнями на DVD. В польском чарте Kolędowo поднимался до 4 места, а по итогам продаж на польском музыкальном рынке концертный альбом получил золотую сертификацию.

### Drugie pół
В 2015 году группа выпустила альбом Drugie pół, получивший золотой диск по итогам продаж.
В 2016 году была издана специальная редакция альбома Kolędowo, дополненная тремя песнями — рождественской песней Анджея Зарыцкого, исполненной струнным квартетом группы, и достаточно известными песнями «Będzie Kolęda» группы Skaldowie и «Lulejże mi, lulej» исполнительницы Эвы Бем. Выходу расширенного издания концерта Kolędowo предшествовал выпуск сингла «Kto nas woła».

### Zakopower i Atom String Quartet
В 2017 году группа Zakopower выступила на совместном концерте с джазовым квартетом Atom String Quartet. Запись концерта была издана в том же году на альбоме Zakopower i Atom String Quartet.

## Дискография

### Студийные альбомы
| Год  | Альбом                                                                                      | Позиция в чарте | Сертификация        |
| Год  | Альбом                                                                                      | OLiS            | Сертификация        |
| ---- | ------------------------------------------------------------------------------------------- | --------------- | ------------------- |
| 2005 | Music Hal - Дата: 16 мая 2005 - Лейбл: Kayax / EMI Music Poland                             | 7               | золотой диск        |
| 2007 | Na siedem - Дата: 20 ноября 2007 - Лейбл: Kayax / EMI Music Poland                          | 33              | золотой диск        |
| 2011 | Boso - Дата: 30 мая 2011 - Лейбл: Kayax / EMI Music Poland                                  | 1               | 3 x платиновый диск |

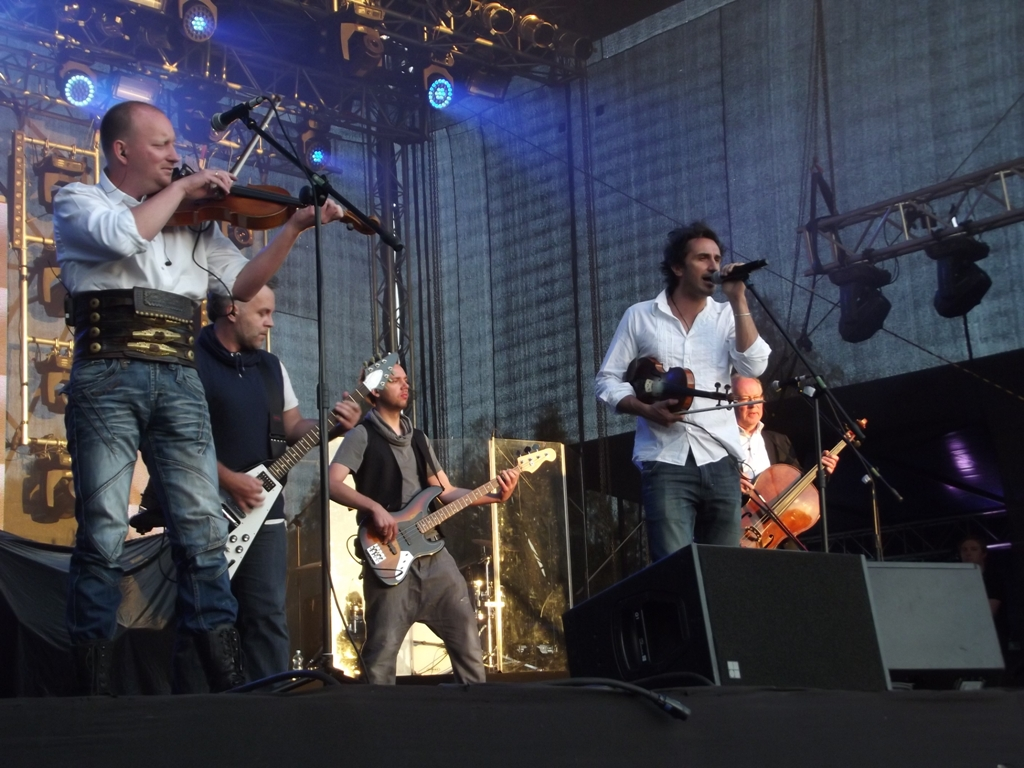
Zakopower на фестивале Энергии в окрестностях Явожно (2013)

| 2015 | Drugie pół - Дата: 23 сентября 2015 - Лейбл: Kayax / Warner Music Poland                    | 4               | золотой диск        |
| 2017 | Zakopower i Atom String Quartet - Дата: 28 апреля 2017 - Лейбл: Kayax / Warner Music Poland | 15              |                     |

### Концертные альбомы
| Год  | Альбом                                                                                      | Позиция в чарте | Формат   | Сертификация |
| Год  | Альбом                                                                                      | OLiS            | Формат   | Сертификация |
| ---- | ------------------------------------------------------------------------------------------- | --------------- | -------- | ------------ |
| 2009 | Koncertowo - Дата: 17 апреля 2009 - Лейбл: Kayax / EMI Music Poland                         | —               | DVD      | золотой диск |
| 2013 | Kolędowo - Дата: 23 ноября 2013 - Лейбл: Kayax / Warner Music Poland                        | 4               | DVD + CD | золотой диск |
| 2016 | Kolędowo (Edycja specjalna) - Дата: 4 ноября 2016 года - Лейбл: Kayax / Warner Music Poland | 4               | CD       | —            |

### Синглы
- «Kiebyś ty…» (2005)[80];
- «Poziom Adrenaliny» (2006)[81];
- «Galop» (2007)[1];
- «Bóg wie gdzie» (2008)[1];
- «Udomowieni» (2009);
- «Boso» (2011)[2];
- «Bóg wie gdzie» (re-issue, 2011)[54];
- «Tak że tak» (2012);
- «Poduszki» (2012)[55];
- «Tak ma być» (2015);
- «Drugie pół» (2015);
- «Święty stan» (2016);
- «Kto nas woła» (2016)[71];
- «Było minęło» (2017);
- «Tata» (вместе с Atom String Quartet, 2017).

## Награды и номинации
| Год  | Категория                              | Номинант                           | Награда | Итог      | Источник |
| ---- | -------------------------------------- | ---------------------------------- | --- | --------- | -------- |
| 2005 | «Лучший альбом — этно/фолк»            | Music Hal                          | «Фридерик» | Номинация | [ 17 ]   |
| 2005 | «Лучший дизайн обложки альбома»        | Music Hal                          | «Фридерик» | Номинация | [ 17 ]   |
| 2005 | «Лучший новый исполнитель»             | Zakopower                          | «Фридерик» | Номинация | [ 17 ]   |
| 2005 | «Лучшая группа»                        | Zakopower                          | «Фридерик» | Номинация | [ 17 ]   |
| 2005 | «Лучшее видео»                         | «Kiebyś ty…»                       | «Фридерик» | Номинация | [ 17 ]   |
| 2005 | «Лучший музыкальный продюсер»          | Матеуш Поспешальский / Пётр Рыхлец | «Фридерик» | Номинация | [ 17 ]   |
| 2005 | Лучшая песня в конкурсе «Премьера»     | «Kiebyś ty…»                       | Специальная премия жюри XLII Национального Фестиваля Польской Песни в Ополе                                        | Победа    | [ 15 ]   |
| 2005 | Лучший исполнитель в конкурсе «Trendy» | Zakopower                          | Первый приз фестиваля TOPtrendy в Сопоте                                                                           | Победа    | [ 2 ]    |
| 2005 | Лучший польский артист                 | Zakopower                          | MTV Europe Music Awards 2005                                                                                       | Номинация | [ 18 ]   |
| 2008 | «Лучший альбом — этно/фолк»            | Na siedem                          | «Фридерик» | Победа    | [ 26 ]   |
| 2008 | Лучшая песня в конкурсе «Премьера»     | «Bóg wie gdzie»                    | Специальная премия жюри, премия Кароля Мусёла («Суперпремьера») XLV Национального фестиваля польской песни в Ополе | Победа    | [ 28 ]   |
| 2008 | «Лучшая группа»                        | Zakopower                          | Superjedynki | Номинация | [ 27 ]   |
| 2011 | Лучшая песня в конкурсе «Премьера»     | «Boso»                             | Премия Кароля Мусёла («Суперпремьера») XLVIII Национального фестиваля польской песни в Ополе                       | Победа    | [ 48 ]   |
| 2012 | Grupa roku                             | Zakopower                          | Fryderyki 2012 | Победа    | [ 43 ]   |
| 2012 | Album roku folk/muzyka świata          | Boso                               | Fryderyki 2012 | Победа    | [ 43 ]   |
| 2012 | Produkcja muzyczna roku                | Boso                               | Fryderyki 2012 | Номинация | [ 44 ]   |
| 2012 | Piosenka roku                          | «Boso»                             | Fryderyki 2012 | Победа    | [ 43 ]   |
| 2012 | Płyta roku                             | «Boso»                             | Superjedynki | Номинация | [ 46 ]   |
| 2012 | SuperArtysta                           | Sebastian Karpiel-Bułecka          | Superjedynki | Победа    | [ 45 ]   |
| 2012 | SuperPrzebój                           | «Boso»                             | Superjedynki | Победа    | [ 45 ]   |
| 2012 | Лучшая группа года                     | Zakopower                          | Eska Music Awards 2012                                                                                             | Номинация | [ 49 ]   |
| 2016 | Album roku pop                         | Drugie pół                         | Fryderyki 2016 | Номинация |          |

## Участники группы
- Себастьян Карпель-Булецка[пол.] — вокал, скрипка, подгальские волынки, словацкая фуяра;
- Войцех Топа — вокал, скрипка;
- Бартек Кудасик — вокал, альт;
- Юзек Хыц — вокал, подгальские басы;
- Пётр Рыхлец — клавишные инструменты;
- Михал Тромбский — бас-гитара;
- Лукаш Москаль — вокал, перкуссия;
- Томек Кравчик — электрогитара;
- Доминик Трембский — труба.